# Marcos Espinel
Marcos Espinel ist eine Ortschaft und eine Parroquia rural („ländliches Kirchspiel“) im Kanton Santiago de Píllaro der ecuadorianischen Provinz Tungurahua. Die Parroquia besitzt eine Fläche von 161,6 km². Die Einwohnerzahl lag im Jahr 2010 bei 1880. Die Parroquia Marcos Espinel wurde am 24. November 1938 gegründet. Namensgeber war Marcos Espinel, der erste Teniente Político, der die Würde eines Regierungsministers und Vizepräsidenten der Republik innehatte. Zuvor hieß der Ort Chacata.

## Lage
Die Parroquia Marcos Espinel liegt im Anden-Hochtal von Zentral-Ecuador im Nordosten der Provinz Tungurahua. Marcos Espinel liegt auf einer Höhe von 2880 m 2 km östlich von Píllaro an der Westflanke der Cordillera Real. Im Süden erreicht die Parroquia im Cerro Quillotura eine Höhe von 4302 m.
Die Parroquia Marcos Espinel grenzt im Osten an die Provinz Napo mit der Parroquia Tálag im Kanton Tena, im Süden an die Parroquias Sucre (Kanton Patate), Baquerizo Moreno, Emilio María Terán und San Miguelito, im Westen und im Nordwesten an Píllaro sowie im Norden an die Parroquia San José de Poaló.